# Lindsay Pulsipher
Lindsay Pulsipher, född 6 maj 1982 i Salt Lake City i Utah, är en amerikansk skådespelare som bland annat medverkat i avsnittet Fair-Haired Child i TV-serien Masters of Horror och filmen Little Farm som var med i det officiella urvalet för Sundance filmfestival.

## Filmografi i urval
- 2006 - Little Farm
- 2006 - Masters of Horror (avsnittet Fair-Haired Child)